# Coimbatore (Distrikt)
Der Distrikt Coimbatore (Tamil: கோயம்புத்தூர் மாவட்டம்) ist ein Distrikt des indischen Bundesstaates Tamil Nadu. Verwaltungszentrum ist das namensgebende Coimbatore, die zweitgrößte Stadt Tamil Nadus. Der Distrikt hatte bei der Volkszählung 2011 eine Fläche von 4.732 Quadratkilometern und rund 3,5 Millionen Einwohner.

## Geografie

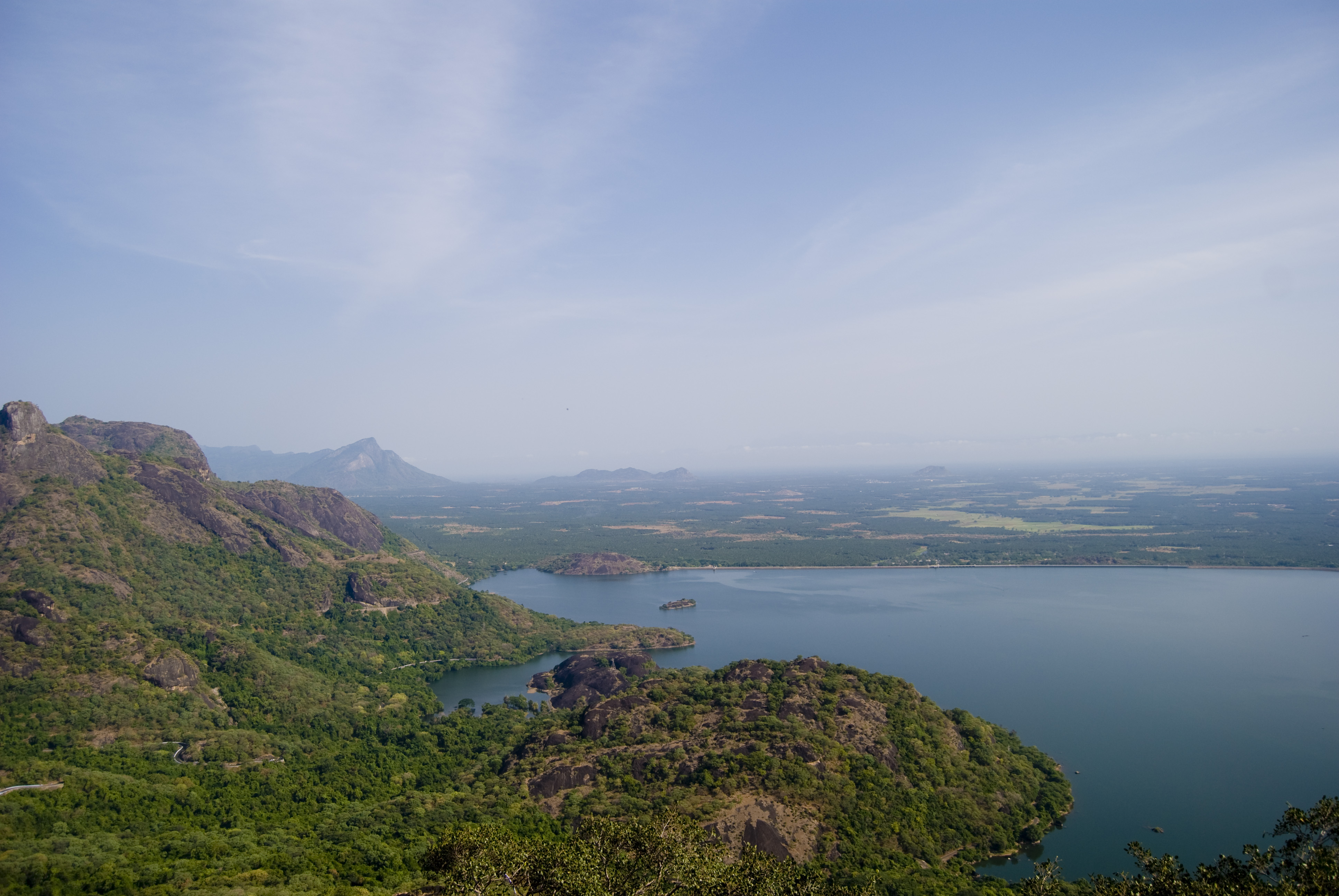
Berglandschaft bei Pollachi im Distrikt Coimbatore

Der Distrikt Coimbatore liegt im Westen Tamil Nadus an der Grenze zum Bundesstaat Kerala. Historisch wird das Gebiet zur Region Kongu Nadu gezählt. Nachbardistrikte sind Nilgiris im Norden, Erode im Nordosten, Tiruppur im Osten (alle Tamil Nadu) sowie in Kerala Idukki im Süden, Thrissur im Südwesten und Palakkad im Westen.
Die Fläche des Distrikts Coimbatore beträgt 4.732 Quadratkilometer. Der Distrikt bildet einen langgestreckten, etwa 20 bis 40 Kilometer breiten Landstreifen an der Grenze zu Kerala. Die Nord-Süd-Ausdehnung beträgt etwa 125 Kilometer. Das Distriktgebiet stellt ein größtenteils flaches Plateau dar. Im Norden reicht das Distriktgebiet bis an den Fuß der Nilgiri-Berge heran, im Westen und Süden stellen die Westghats die natürliche Grenze zu Kerala dar. In den Bergen im Süden des Distrikts Coimbatore befindet sich ein Teil des Indira-Gandhi-Nationalparks. Zwischen Coimbatore und der in Kerala gelegenen Stadt Palakkad (Palghat) ist die Bergkette der Westghats auf einer Länge von 25 Kilometern unterbrochen. Diese sogenannte „Palakkad-Lücke“ (Palghat Gap) ist der einzige Korridor zwischen Tamil Nadu und Kerala und stellt daher eine wichtige Verbindung zwischen den beiden Bundesstaaten dar.
Im Distrikt Coimbatore herrscht ein heißes semiarides Klima vor. Die Jahresmitteltemperatur in Coimbatore beträgt 26,3 °C, das Jahresmittel des Niederschlages liegt bei 618 mm. Durch die Lage im Binnenland Tamil Nadus empfängt der Distrikt Coimbatore während des Nordostmonsuns verhältnismäßig wenig Regenfälle; gleichzeitig schrimen die Westghats ihn gegen den Südwestmonsun ab. Daher ist das Klima trockener als in den meisten anderen Teilen Tamil Nadus. Die meisten Niederschläge fallen während des Nordostmonsuns im Oktober und November.

## Geschichte
Im Laufe seiner frühen Geschichte stand das Gebiet des heutigen Distrikts unter der Herrschaft wechselnder Dynastien: Im 9. Jahrhundert wurde die Gegend von Coimbatore von den Cholas erobert, ehe es im 11. Jahrhundert zum Hoysala-Reich kam. Im 14. Jahrhundert wurden die Hoysalas vom Reich Vijayanagar verdrängt, welches seinerseits 1565 unterging und in zahlreiche Nachfolgestaaten zersplittert wurde (vgl. Nayak-Dynastien). Coimbatore geriet kurzfristig unter die Herrschaft der Nayaks von Seringapatam und wenig später derer von Madurai. Im 17. Jahrhundert eroberte das Königreich Mysore in zahlreichen Kämpfen mit den Nayaks nach und nach das Gebiet von Coimbatore. Nach Ende der Mysore-Kriege kam der Distrikt unter die Herrschaft der Britischen Ostindien-Kompanie.
Nachdem das Gebiet in Britisch-Indien eingegliedert worden war, wurde 1804 der Distrikt Coimbatore gegründet und der Provinz Madras unterstellt. Ursprünglich umfasste der Distrikt ein weitaus größeres Gebiet als heute, das sich mehrmals durch Abspaltungen von neuen Distrikten verkleinerte. 1868 wurde der Distrikt Nilgiris aus Teilen des Distrikts Coimbatore gegründet. Als die Grenzen der indischen Bundesstaaten 1956 durch den States Reorganisation Act nach den Sprachgrenzen neu gezogen wurden, schlug man den zuvor zum Distrikt Coimbatore gehörige Taluk Kollegal, in dem Kannada die vorherrschende Sprache ist, dem Bundesstaat Mysore (heute Karnataka) zu. Der verbliebene Distrikt kam in den neuformierten Bundesstaat Madras, der nunmehr die tamilischsprachigen Gebiete umfasste und 1969 in Tamil Nadu umbenannt wurde. 1979 wurde aus den nordöstlichen Teilen des Distrikts Coimbatore der Distrikt Erode gebildet. Im Jahr 2009 schließlich entstand der Distrikt Tiruppur aus Teilen der Distrikte Coimbatore und Erode.

## Bevölkerung

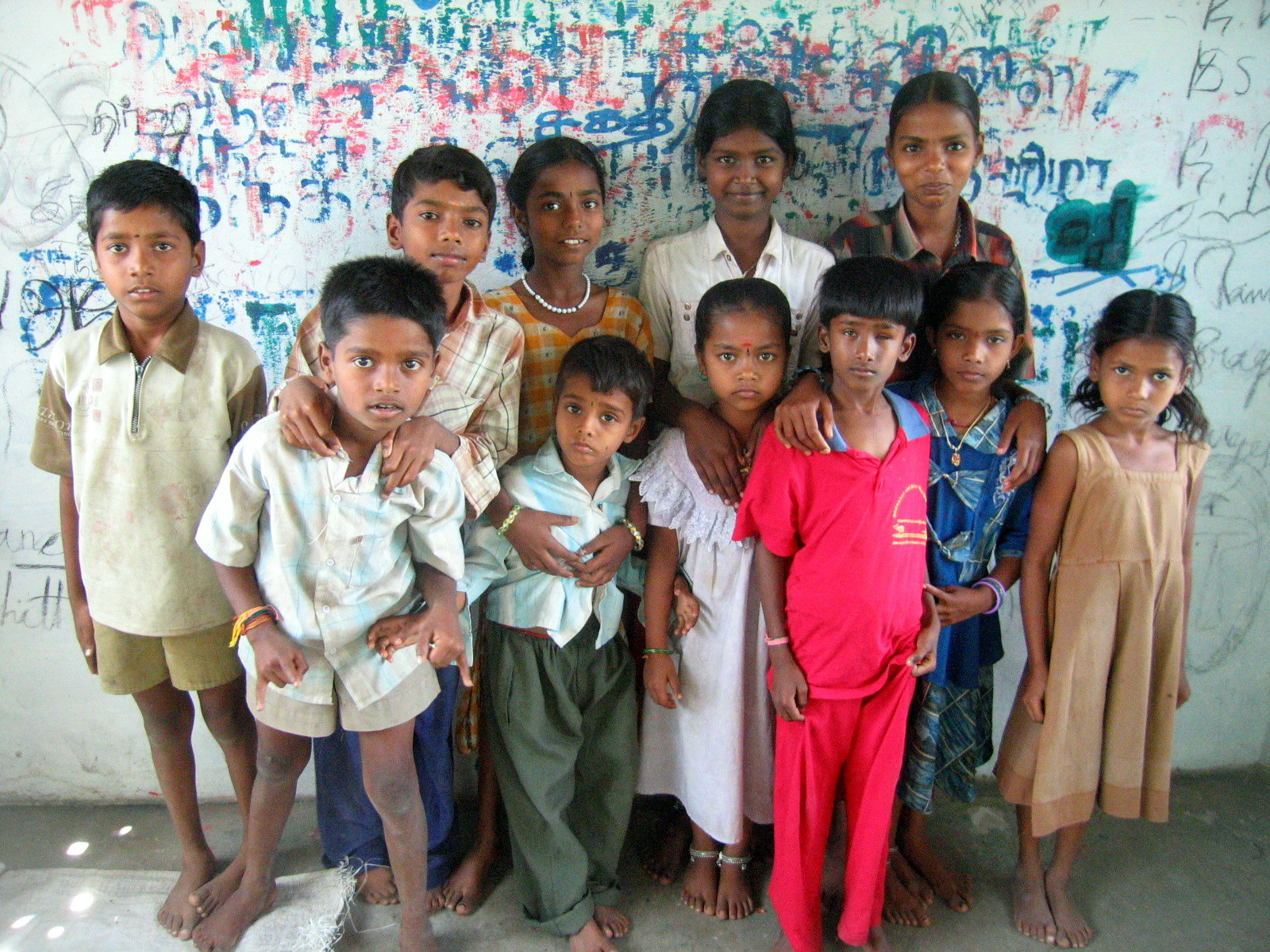
Kinder in einer Schule bei Coimbatore

Bei der indischen Volkszählung 2011 hatte der Distrikt Coimbatore 3.458.045 Einwohner. Die Bevölkerungsdichte lag mit 731 Einwohnern pro Quadratkilometer über dem Durchschnitt des Bundesstaates (555 Einwohner pro Quadratkilometer). Mit der Millionenstadt Coimbatore gehört die zweitgrößte Stadt Tamil Nadus zum Distrikt Coimbatore. Daher gehört auch der Urbanisierungsgrad zu den höchsten des Bundesstaates: 76 Prozent der Einwohner des Distrikts lebten 2011 in Städten (der Mittelwert Tamil Nadus betrug 48 Prozent). Die Alphabetisierungsquote lag mit 84 Prozent über dem Durchschnitt Tamil Nadus (80 Prozent).
Die Mehrheit der Einwohner des Distrikts Coimbatore sind Hindus. Bei der Volkszählung 2011 waren 88,0 Prozent der Einwohner des Distrikts Coimbatore Hindus. Außerdem gab es Minderheiten von Muslimen (6,1 Prozent) und Christen (5,5 Prozent).
Die Hauptsprache im Distrikt Coimbatore ist wie in ganz Tamil Nadu das Tamil. Bei der Volkszählung 2001 wurde es von 76,9 Prozent der Einwohner des Distrikts als Muttersprache gesprochen. Daneben gab es eine größere Minderheit von Sprechern des Telugu (13,1 Prozent). 5,5 Prozent sprachen Kannada und 3,2 Prozent Malayalam, die Sprache des Nachbarbundesstaates Kerala.
Im Jahr 2011 waren 15,5 Prozent der Einwohner des Distrikts Angehörige registrierter niederer Kasten (Scheduled Castes) und 0,8 Prozent Angehörige der registrierten Stammesbevölkerung (Scheduled Tribes).

## Verwaltungsgliederung

### Taluks
Der Distrikt Coimbatore war 2022 in elf Taluks unterteilt: Coimbatore (South), Coimbatore (North), Perur, Madukkarai, Annur, Mettupalayam, Sulur, Pollachi, Kinathukadavu,  Anaimalai und Valparai.

### Municipal Corporations und Municipalities
Im Distrikt gab es bei der Volkszählung 2011 eine Municipal Corporation (Coimbatore), sowie die folgenden drei Municipalities (mit Einwohnerzahl 2011):
- Mettupalayam (69.213)
- Pollachi (90.180)
- Valparai (70.859)

### Andere städtische Siedlungen
Außer den drei Municipalities gab es  im Jahr 2011 255 Dörfer und folgende 51 Städte (mit Einwohnerzahl):
- Alanthurai (7.221)
- Anaimalai (17.208)
- Annur (20.079)
- Chettipalayam (10.366)
- Chinnavedampatti (20.122)
- Coimbatore (1.050.721)
- Dhaliyur (11.500)
- Ettimadai (9.352)
- Goundampalayam (83.908)
- Gudalur (38.859)
- Idikarai (8.686)
- Irugur (25.691)
- Kalapatti (39.586)
- Kannampalayam (15.868)
- Karamadai (35.166)
- Karumathampatti (35.062)
- Kinathukadavu (8.653)
- Kottur (26.627)
- Kuniyamuthur (95.924)
- Kurichi (123.667)
- Madukkarai (30.357)
- Mopperipalayam (10.923)
- Narasimhanaickenpalayam (17.858)
- Odaiyakulam (13.370)
- Othakalmandapam (12.207)
- Pallapalayam (11.910)
- Periyanaickenpalayam (25.930)
- Periya Negamam (7.098)
- Perur (8.004)
- Pooluvapatti (12.853)
- Samathur (5.762)
- Saravanampatti (32.920)
- Sarcarsamakulam (10.289)
- Sirumugai (18.223)
- Suleeswaranpatti (20.104)
- Sulur (27.909)
- Thenkarai (7.349)
- Thirumalayampalayam (12.164)
- Thondamuthur (11.492)
- Thudiyalur (33.924)
- Vadavalli (39.873)
- Vedapatti (11.658)
- Veerakeralam (23.841)
- Veerapandi (16.953)
- Vellakinar (15.998)
- Vellalur (24.872)
- Vettaikaranpudur (17.392)
- Zamin Uthukuli (16.354)